# 倉林和宏
倉林 和宏（くらばやし かずひろ、1985年11月5日 - ）は、平成時代の日本の陸上競技選手。2000年の全国中学選手権110メートルハードルに出場し、史上初めて14秒台の壁を破る13秒99の日本中学新記録（当時）を樹立して優勝、脚光を浴びた。その後、中学時代にしたケガの影響で一時は再起不能とまで言われたが、2005年に200mハードルで23秒77の日本歴代3位にあたる好記録をマークし完全復活を遂げた。群馬県高崎市出身。尊敬する人物は元ミキハウスの桜井健一。

## 出身校
- 高崎市立高南中学校
- 東京農業大学第二高等学校
- 国際武道大学体育学部
- 上越教育大学大学院教科・領域教育専攻

## 略歴
- 2000年、全日本中学選手権で110mハードル13秒99の日本中学新記録（当時）を樹立。三種競技Bでも準優勝。最優秀選手に選出され、文部科学大臣賞を受賞。
- 2001年、アルペンスキー練習中に靭帯断裂の重傷を負う。同年、東京農業大学第二高等学校に進学。バルセロナオリンピック陸上男子400mH代表で元400mH日本記録保持者の斎藤嘉彦の指導を受け、リハビリに励む。
- 2002年、全国高校選手権に出場。
- 2003年、全国高校選手権に出場。
- 2005年、200mハードルで23秒77をマーク（日本歴代3位）。
- 2006年、関東インカレ（2部）400mハードルで2位。
- 2007年、関東インカレ（1部）400mハードルで8位に食い込むも大学が2部校へ降格。

## 関連文献
- 陸上競技マガジン　2000年9月号
- 月刊陸上競技　2000年9月号

## 自己記録
- 200mH 23秒77
- 400mH 51秒41
- 十種競技 6,186点